# György Melis

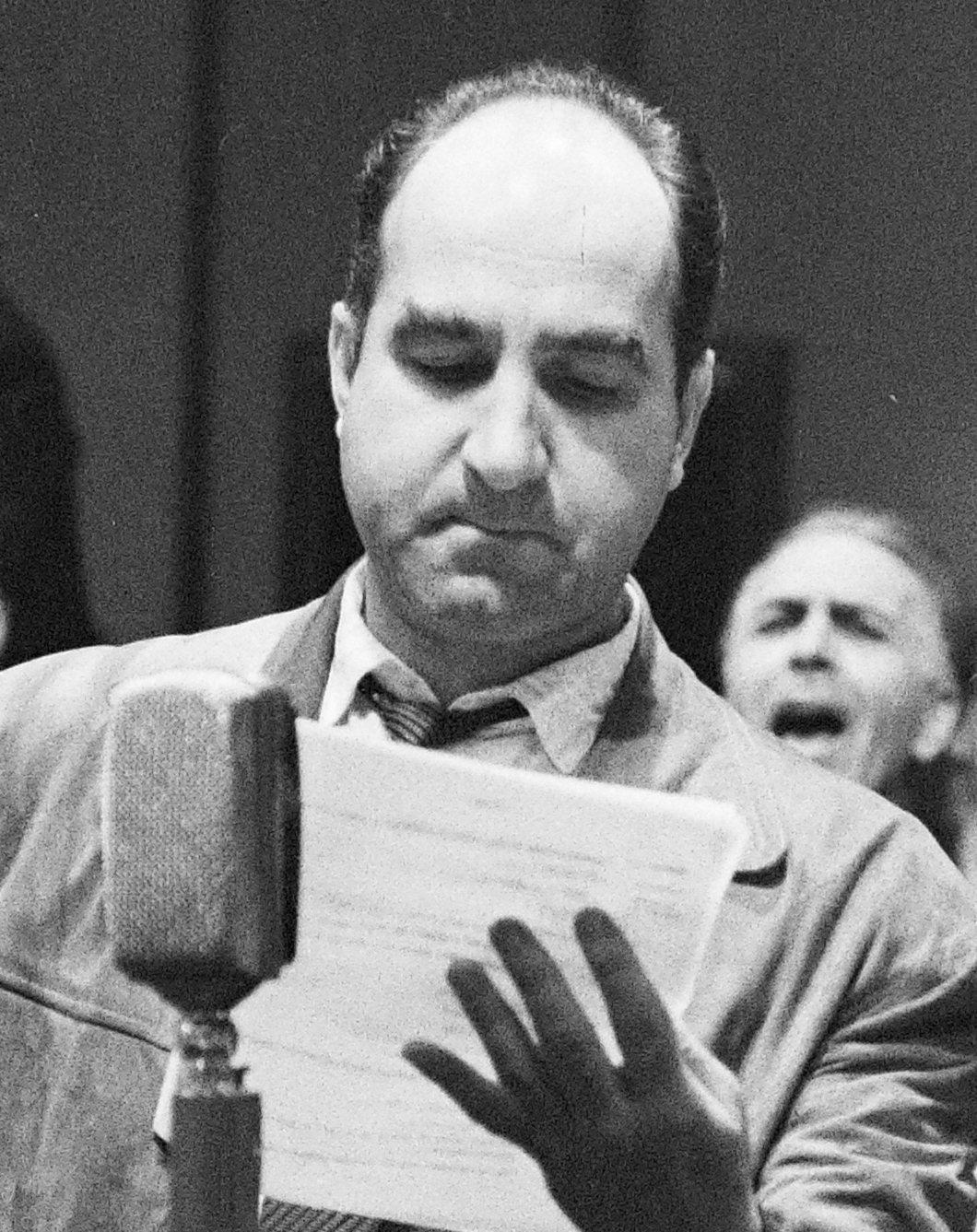
Melis György (1964)

György Melis (* 2. Juli 1923 in Szarvas; † 27. November 2009 in Budapest) war ein ungarischer Opernsänger im Stimmfach Bariton.

## Leben
György Melis absolvierte von 1944 bis 1949 eine Gesangsausbildung an der Franz-Liszt-Musikakademie in Budapest. 1949 wurde Melis an die Ungarische Staatsoper in Budapest verpflichtet, deren festes Ensemblemitglied er bis zu seinem Tod 2009 blieb.
Gastspiele führten Melis an zahlreiche große Opernhäuser und zu den wichtigsten Musikfestspielen. So sang er 1961 beim Glyndebourne Festival die Titelrolle in Don Giovanni von Wolfgang Amadeus Mozart. Diese Rolle gehörte zu seinen besonderen Glanzpartien. Mit dem Don Giovanni gastierte er 1963 und 1964 auch an der Wiener Staatsoper. Im Januar 1964 sang er an der Berliner Staatsoper in ungarischer Sprache die Rolle des Grafen Almaviva in einer ansonsten deutsch gesungenen Aufführung von Die Hochzeit des Figaro und in italienischer Sprache die Titelrolle in einer deutsch gesungenen Don Giovanni-Vorstellung. An der Komischen Oper Berlin war er in der Spielzeit 1966/67 anlässlich der Wiedereröffnung des umgebauten Hauses ebenfalls als Don Giovanni in einer Neuinszenierung unter der Regie von Walter Felsenstein zu hören. Von dieser Produktion gibt es einen Aufführungsmitschnitt des Fernsehens der DDR (in deutscher Sprache). In der Spielzeit 1968/69 sang er im Rahmen eines Gastspiels der Staatsoper Budapest an der Berliner Staatsoper die Titelrolle in Falstaff. 1973 sang er beim Edinburgh Festival eine weitere seiner großen Opernrollen, die Titelpartie in Herzog Blaubarts Burg von Béla Bartók. Mit dieser Rolle trat er 1989 auch an der Covent Garden Opera in London und an der Wiener Staatsoper auf. Im Mai 1983 gastierte er mit dem Ensemble der Ungarischen Staatsoper Budapest an der Berliner Staatsoper, wobei er die Titelrolle in Don Giovanni sang. 1987 gastierte Melis mit dem Ensemble der Ungarischen Staatsoper am Staatstheater Wiesbaden. Dort sang er ebenfalls mit großem Erfolg die Titelrolle in Don Giovanni. 1991 sang er in Budapest den Schweinezüchter Zsupan in der Operette Der Zigeunerbaron von Johann Strauß, 1993 den Tiborc in der Oper Bánk bán von Ferenc Erkel.
Gastverträge hatte Melis außerdem mit der Staatsoper Berlin, dem Théâtre Royal de la Monnaie in Brüssel und mit weiteren Bühnen in Europa.
Melis war bis kurz vor seinem Tod als Gesangslehrer und Sänger künstlerisch aktiv. 2009 konnte er an der Ungarischen Staatsoper sein 60. Bühnenjubiläum feiern. Zu diesem Anlass erschien auch ein Erinnerungsband mit biographischen Notizen und zahlreichen Fotos seiner Bühnenrollen.
Für seine künstlerischen Verdienste wurde Melis mehrfach ausgezeichnet. 1959 erhielt er den Titel „Verdienter Künstler der Ungarischen Volksrepublik“. 1962 wurde er mit dem Kossuth-Preis ausgezeichnet.

## Repertoire
Melis sang zu Beginn seiner Karriere zwar auch das lyrische Bariton-Fach, wie den Figaro in Der Barbier von Sevilla von Gioachino Rossini, übernahm jedoch sehr schnell die dramatischen italienischen Opern-Rollen von Giuseppe Verdi (Germont-père, Posa, Rigoletto, Jago) und die großen Charakterpartien wie den Gianni Schicchi von Giacomo Puccini und Falstaff von Giuseppe Verdi. Außerdem sang Melis die Titelrollen in Eugen Onegin von Peter Tschaikowski und in Háry János von Zoltán Kodály. Melis war auch als Konzertsänger tätig, er sang Oratorien und insbesondere immer wieder Lieder von Béla Bartók und Zoltán Kodály. Außerdem interpretierte er ungarische Zigeunermusik.

## Filmografie
1966: Don Giovanni (Theateraufzeichnung)